# Ислам в США
Ислам в США ведёт свое начало со времён прибытия туда первых колонистов и начала ввоза африканских рабов. К концу XX века число мусульман в США достигало около 1% от общей численности американцев.
Во второй половине XIX века началась регулярная иммиграция мусульман Сирии, Ливана, Иордании и Палестины. Ко второй половине XX века в США начали прибывать мусульмане из Ближнего Востока (Иран, Пакистан и др.). В настоящее время количество мусульман возрастает не только за счет иммиграции и рождаемости, но и за счет новообращенных. Некоторые учёные[кто?] считают ислам самой быстрорастущей религией в Северной Америке.
Основная часть мусульманского населения проживает в крупнейших городах США. Большинство мусульман — сунниты. Во многих крупных городах (Атланта, Лос-Анджелес и др.) есть исмаилиты и шииты-двунадесятники. Среди чернокожих мусульман США значительное влияние имеет организация «Нация ислама», однако большинство из них не состоят в данной организации.